# تيودورو فرناندس سامبايو
تيودورو فرناندس سامبايو (بالبرتغالية: Teodoro Fernandes Sampaio‏) هو مؤرخ ومهندس وجغرافي وكاتب برازيلي، ولد في 7 يناير 1855 في البرازيل، وتوفي في 11 أكتوبر 1937 في ريو دي جانيرو في البرازيل.